# Nehoda u Nažidel
Dopravní nehoda autobusu u osady Nažidla (obec Bujanov, místní část Suchdol), k níž došlo dne 8. března 2003 na silnici I/3 (E55) mezi Dolním Dvořištěm a Kaplicí v okrese Český Krumlov, byla jednou z nejtragičtějších a nejmedializovanějších silničních dopravních nehod v Česku. Na její následky zemřelo 20 lidí.

## Průběh a následky nehody
Patrový autobus typu Neoplan N122 (SOA 35-75) cestovní kanceláře LSK autobusy s. r. o. ze Sokolova (majitel Milan Juršták), řízený 48letým Pavlem Krbcem, najatým brigádníkem, vezl z rakouských Alp z lyžařského zájezdu pořádaného chomutovskou cestovní kanceláří Vlna (majitel Eduard Knapp) 52 cestujících, a to členy plaveckého oddílu TJ Slovan Karlovy Vary a jejich rodinné příslušníky. Údajně šlo o první a jedinou zakázku CK Vlna u LSK Autobusy. Čtyřicet z cestujících sedělo v horním patře autobusu.
Mezi Dolním Dvořištěm a Kaplicí, nedaleko vrchu a osady Nažidla, u můstku přes Hněvanovický potok vjel autobus asi ve 20.20 hodin do protisměru, převrátil se na bok a spadl z cca sedmimetrového srázu, přičemž se zcela odtrhla jeho střecha. Rozsudek uvádí, že se nehoda stala v katastru obce Dolní Dvořiště, podle popisu děje však místo nehody spadá do katastrálního území Suchdol u Bujanova v obci Bujanov.
Na místě zahynulo 17 účastníků zájezdu, další dva zemřeli v nemocnici a 34 lidí bylo zraněno, z toho podle rozsudku 26 těžce, z nich jeden na následky havárie zemřel v srpnu 2005.

## Vyšetřování a sankce
Podle znaleckého posudku jel autobus v prudkém klesání (12 %) od kilometrovníku 159 rychlostí 118 km/h (údaj z kotouče tachografu) a 97 metrů jel po pravé krajnici mimo vozovku rychlostí 98 km/h. Na kontakt s pravými svodidly zareagoval řidič bez brzdění prudkým stržením volantu, čímž došlo ke smyku, proražení svodidel (km 158,2) a skutálení vozidla ze svahu (převrácení o 450°). Střecha a horní patro byly při pádu demolovány větvemi vzrostlých stromů, přičemž došlo k utržení střechy.

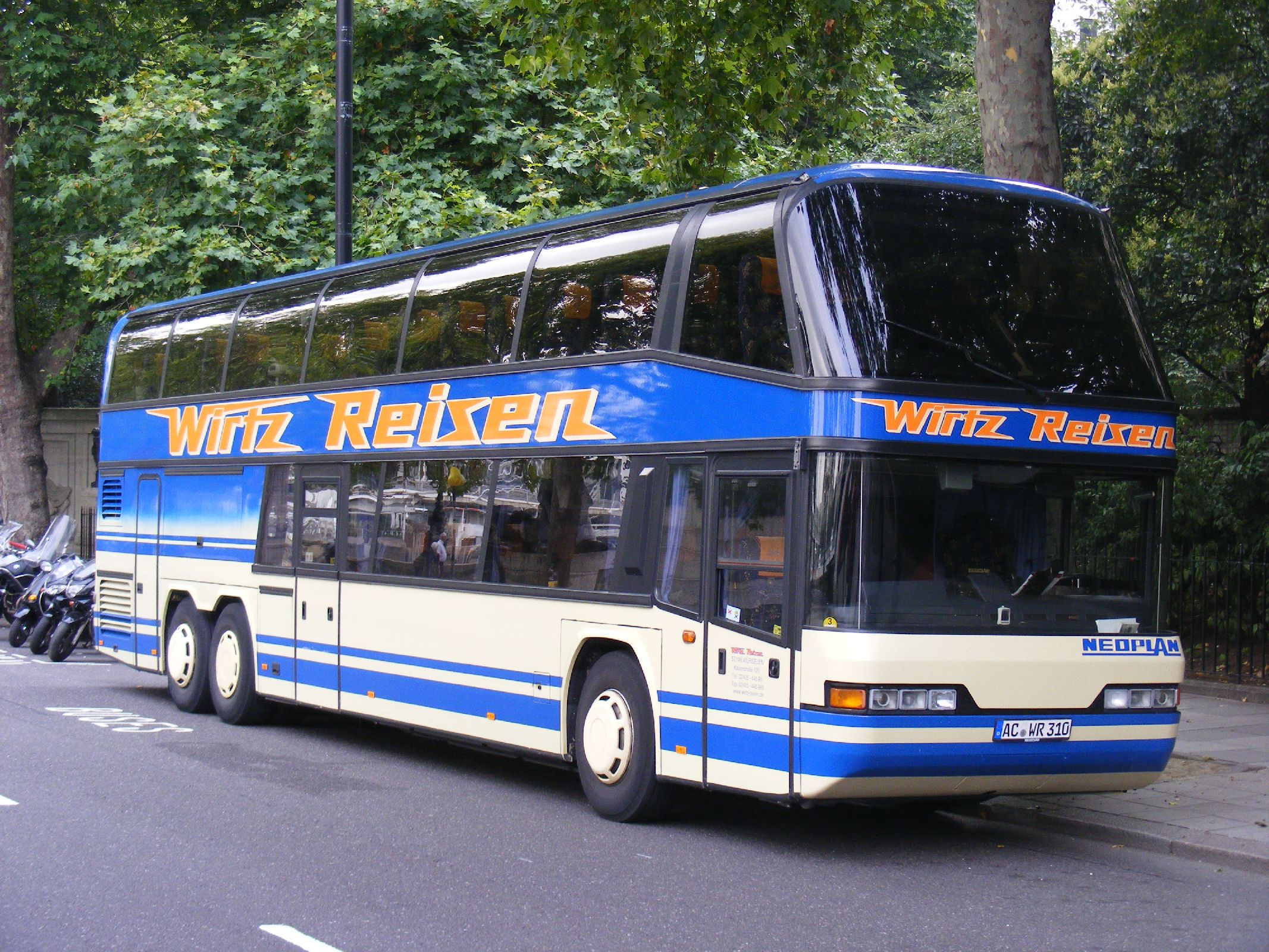
Autobus Neoplan N 122, ilustrační foto

Těsně před nehodou podle svědků rozmlouval řidič Krbec s kmenovým řidičem dopravce Václavem Jedličkou. Podle výpovědí svědků uvedených v odůvodnění rozsudku řidič po přejezdu rakousko-české hranice zřetelně zvýšil rychlost a již před nehodou někteří cestující komentovali jeho jízdu slovy, že jede "jako blázen", "jako prase", atd.[zdroj?]
Řidič Krbec byl dopravcem jednorázově najatý. Jinak pracoval především jako taxikář v Chebu a podle zjištění předchozí noc před tímto zájezdem také taxikařil. V minulosti byl již jednou odsouzen pro řízení pod vlivem alkoholu v roce 1986.
Dne 11. března 2003 policie obvinila řidiče z trestného činu obecného ohrožení. Příčinou nehody podle policejního vyšetřování bylo, že řidič nepřizpůsobil rychlost jízdy a dostatečně se nevěnoval řízení. Později policie zjistila, že řidič neoprávněně pozměňoval osvědčení o profesní způsobilosti řidiče, které mu platilo pouze pro práci v osobní taxislužbě. V srpnu 2003 byl řidič obžalován pro podezření z trestných činů obecného ohrožení a padělání veřejné listiny. V listopadu 2003 byl Okresním soudem v Českém Krumlově odsouzen za obecné ohrožení a za padělání a pozměňování veřejné listiny k trestu 8 let odnětí svobody a k zákazu řízení motorových vozidel na 10 let. Dne 6. května 2004 odvolací Krajský soud v Českých Budějovicích výši trestu potvrdil.
Řidič ani po odsouzení nepřiznal, že by měl na nehodě nějaký podíl viny. Podle jeho názoru zřejmě selhal omezovač rychlosti, což znalecký posudek vyloučil.
V červenci 2008 zamítl Městský soud v Brně řidičovu žádost o podmíněné propuštění po odpykání poloviny trestu.Dne 14. října 2009 byl řidič Pavel Krbec podmíněně propuštěn Okresním soudem v Třebíči.
Majitel cestovní kanceláře ani majitel dopravní firmy obviněni nebyli, přestože jim pozůstalí vytýkají nezodpovědnost, mnohá pochybení a lživé výpovědi.[zdroj?]
Obhajoba namítala, že na tragických následcích nehody mělo rozhodující podíl poškození karosérie autobusu z dřívější nehody. Policie však při vyšetřování došla k závěru, že toto dřívější poškození nemělo na průběh nehody vliv.[zdroj?]

## Náhrady škod

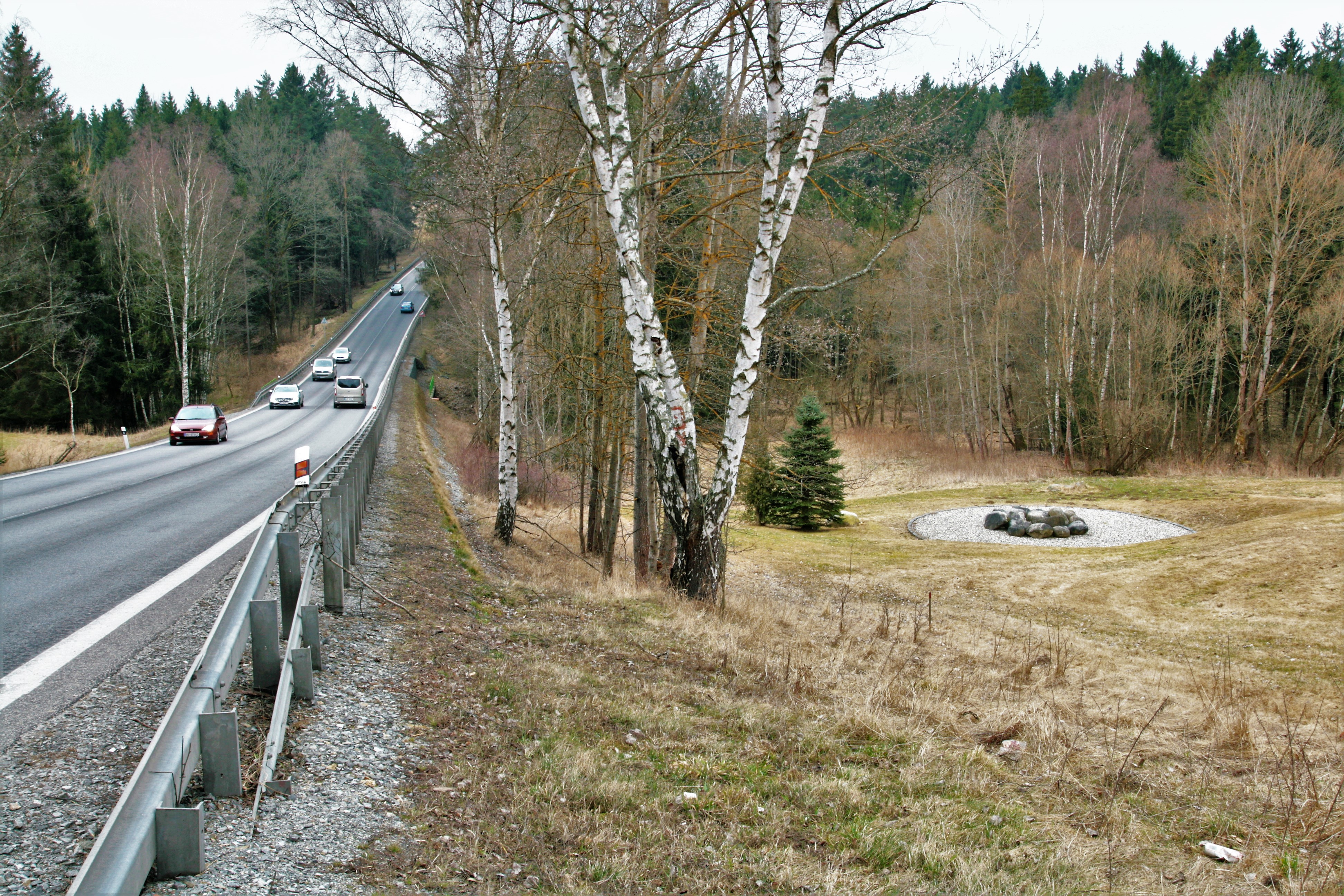
Pohled na silnici I/3, vpravo pomník na místě nehody

Krajský soud v Plzni (soudce Martin Šebek) přiznal manželům Josefu a Petře Pudilovým, jimž při nehodě zemřeli čtyři příbuzní včetně dvou dětí, v březnu 2004 odškodné 2,8 milionu Kč, z toho 800 000 Kč od cestovní kanceláře Vlna a 2 miliony Kč od dopravce LSK Autobusy. Obě společnosti se odvolaly, Vrchní soud rozhodnutí zrušil, protože za odpovědného považoval jen dopravce. Manželé se poté dovolali k Nejvyššímu soudu. Ten rozhodnutí Vrchního soudu zrušil a přikázal případ k projednání opět Krajskému soudu v Plzni. Krajský soud v Plzni 13. února 2008 přiznal každému z manželů odškodné 400 000 Kč, které jim má vyplatit cestovní kancelář Vlna (z titulu organizátora zájezdu). Odškodné od dopravce jim soud nepřiznal, protože firma mezitím zanikla a byla vymazána z Obchodního rejstříku. Rovněž CK Vlna s. r. o. byla zrušena a její činnost převzala nová firma CK Vlna CZ, vlastněná synem původního majitele.
Lékařka Natálie Rubanová, jíž při nehodě zemřel manžel a syn byl těžce zraněn, žalovala u Krajského soudu v Plzni CK Vlna o omluvu a náhradu 200 000 Kč a po dopravci požadovala 20 500 Kč jako podíl z likvidačního zůstatku. Se stejnými požadavky se na soud obrátila i Jana Kotková, jejíž dcera při nehodě zahynula.
Jeden z pozůstalých, jehož 13letá vnučka zemřela při nehodě, stáhl žalobu na odškodnění mimo jiné z důvodu velkého mediálního zájmu o nehodu.
Zástupce cestovní kanceláře při soudním jednání v listopadu 2007 odmítl odpovědnost svého klienta a za odpovědného považoval dopravce. Dopravce Milan Juršták vyjádřil lítost nad nehodou a uvedl, že on sám by měl být odškodněn kvůli štvavé kampani, která proti němu byla vedena a kvůli níž je společnost od července 2004 v likvidaci, a dále připomenul, že kvůli své nemoci čeká na invalidní důchod.
Manželé Jana a Karel Hartovi požadují jako odškodnění za smrt syna, Viktora Harta, každý 300 tisíc po řidiči Pavlu Krbcovi, dalších 55 500 korun po majiteli autobusu a dvakrát 1,5 milionu korun po CK Vlna. CK Vlna u Viktora Harta zpochybňovala, že měl s CK uzavřenou platnou cestovní smlouvu. Někteří z účastníků totiž za zájezd sice zaplatili trenéru Miloši Pachtovi, který pak při nehodě také zemřel, ale nebyla s nimi uzavřena písemná smlouva, nebyli uvedeni v oficiálním seznamu účastníků ani si nevyžádali potvrzení o zaplacení. Otec této oběti, Karel Hart, prostřednictvím tematické webové stránky zveřejňoval dokumenty a informace o nehodě a podrobně rozebíral jednání zúčastněných osob a firem.

## Pomník

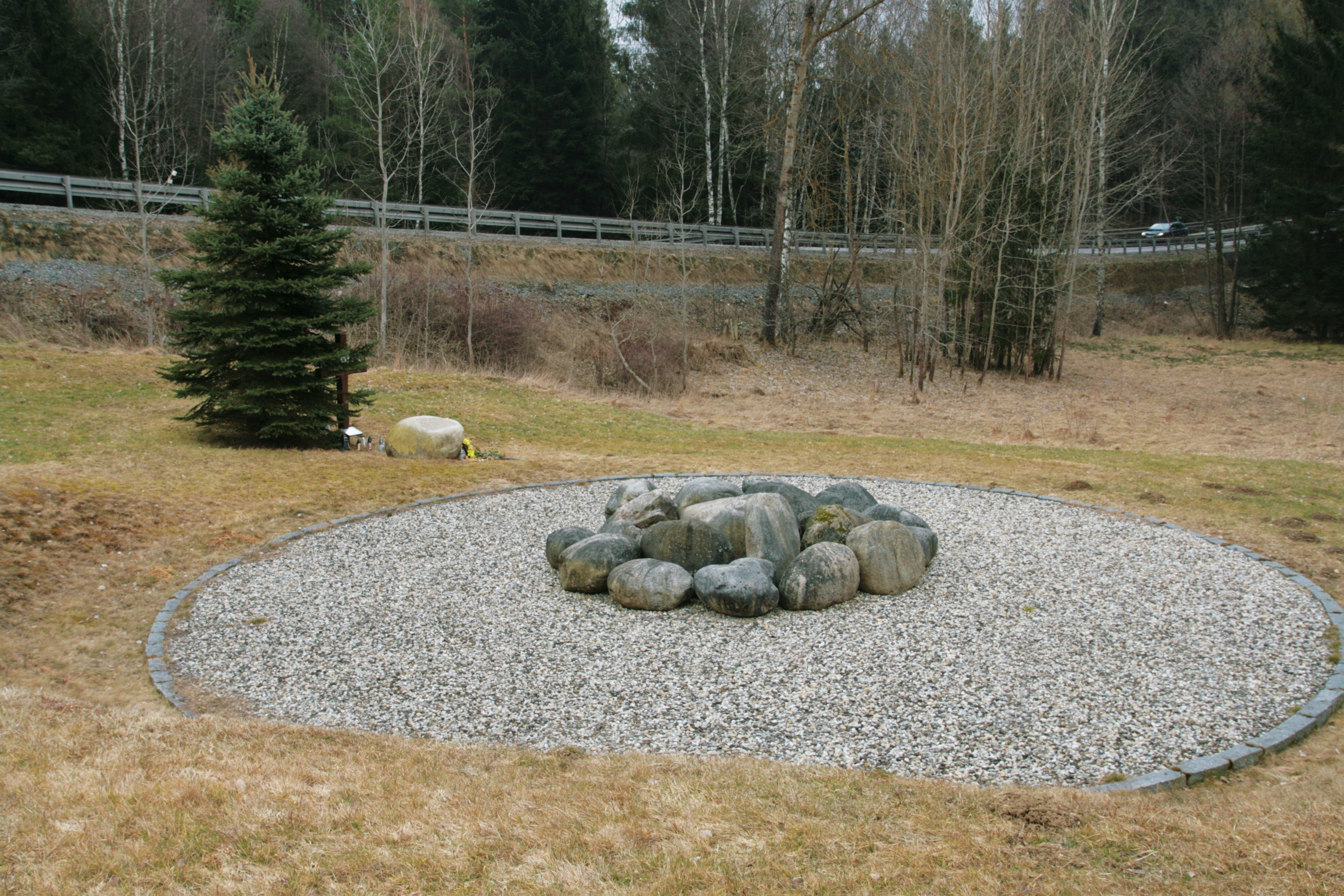
Pomník na místě nehody

Přeživší a pozůstalí založili občanské sdružení Nažidla 2003.
Na místě nehody pozůstalí postavili dřevěný kříž s fotografiemi obětí a občas zde pořádali vzpomínkové akce. Pozemek posléze navíc odkoupili a v den 5. výročí nehody (v roce 2008) zde odhalili pomník tvořený 20 tunovými oblými balvany z Labe rozestavěnými do kruhu o průměru 12 metrů, symbolizujícími počet zemřelých. Náklady na výstavbu pomníku byly asi půl milionu Kč.